# Solanum muansense
Solanum muansense är en potatisväxtart som beskrevs av Carl Lebrecht Udo Dammer. Solanum muansense ingår i släktet skattor som ingår i familjen potatisväxter. Inga underarter finns listade i Catalogue of Life.